# 6826 Lavoisier
6826 Lavoisier este o planetă minoră (asteroid), cu un diametru de 6,455 km, din centura de asteroizi. A fost descoperită pe 26 septembrie 1989 la Observatorul La Silla de Eric Walter Elst și a fost numită după Antoine Lavoisier. 
Obiectul prezintă o orbită caracterizată de o semiaxă mare de 2,9020098 UAi, o excentricitate de 0,03, o înclinație de 3,49434 ° în raport cu ecliptica.